# Siège de La Rochelle (1224)
Pour les articles homonymes, voir Siège de La Rochelle.
Batailles
- Fréteval (1194)
- Gisors (1198)
- Châlus-Chabrol (1199)

- Mirebeau (1202) (en)
- Château-Gaillard (1203-1204)
- Rouen (1204)

- Damme (navale) (1213)
- Damme (terrestre) (1213)
- La Roche-aux-Moines (1214)
- Bouvines (1214)

- Lincoln (1217)
- Douvres (1217)
- Sandwich (1217)

- La Rochelle (1224)

- Taillebourg (1242)

Le siège de La Rochelle, ordonné par Louis VIII et mené par Mathieu II de Montmorency, commence le 15 juillet 1224 et se termine par le retour de La Rochelle sous la couronne de France le 3 août 1224.
En 1222, le roi d'Angleterre Henri III décide de renforcer l'influence anglaise en Aunis. Le 4 décembre, il édicte une charte prescrivant aux Rochelais d'établir un port dans l'ouest de la ville et de la fortifier, et le 8 avril 1223, il leur ordonne de commencer les travaux.
De son côté, Louis VIII, roi de France, prend prétexte du fait que les conditions du traité de 1217 n'étaient toujours pas remplies pour lancer une campagne destinée à s'emparer des possessions anglaises en France.
En effet, à la suite de sa victoire sur Jean sans Terre à la Bataille de la Roche-aux-Moines en 1214, les barons anglais lui avaient promis la couronne d'Angleterre. Cependant, ces derniers revinrent sur leur décision le 11 septembre 1217 en signant le traité de Lambeth, qui octroyait la couronne à Henri III moyennant certaines compensations, dont le paiement d'une forte somme d'argent au roi de France.
Ainsi, sur les ordres du roi Louis VIII, Mathieu II de Montmorency fait le siège de La Rochelle le 15 juillet 1224, et la libère de la domination anglaise le 3 août 1224. La ville revient alors sous la couronne de France, tout en conservant ses privilèges.
En conséquence, Henri III signe à Londres une charte communale à Bordeaux, qui prend dès lors la place de La Rochelle dans la prédominance du commerce du vin avec l'Angleterre.